# Гимн Азербайджанской ССР
Госуда́рственный гимн Азербайджанской ССР (азерб. Азәрбајҹан Совет Сосиалист Республикасынын Дөвләт Һимни, Azərbaycan Sovet Sosialist Respublikasının Dövlət Himni, совр. Гимн Азербайджанской ССР) — государственный гимн Азербайджанской Советской Социалистической Республики в 1944—1992. В 1978 году текст гимна был переписан с тем, чтобы устранить из гимна упоминание о Сталине.

## Текст 1978—1992
| Официальный текст Азәрбајҹан! Чичәкләнән республика, шанлы дијар! Гадир совет елләриндә һәм азадсан, һәм бәхтијар. Октјабрдан гүввәт алыб сән говушдун сәадәтә, Алгыш олсун бу һүнәрә, алгыш олсун бу гүдрәтә! Јолумуз Ленин јолудур, партијадыр рәһбәримиз, Коммунизмин ҝүнәшилә нурланаҹаг сәһәримиз. Биз ҝедирик ҝәләҹәјә галибләрин ҹәрҝәсиндә, Јаша, јаша, Азәрбајҹан, бөјүк совет өлкәсиндә! Одлар јурду! Бу ағ ҝүнләр ел ҝүҹүнүн бәһрәсидир, Гəһрәманлыг, бир дә һүнәр азад инсан һәвәсидир. Насилләрдән-нәсилләрә јадиҝардыр дәјанәтин, Коммунизмә биз ҝедирик, сыра мөһкәм, аддым мәтин. Јолумуз Ленин јолудур, партијадыр рәһбәримиз, Коммунизмин ҝүнәшилә нурланаҹаг сәһәримиз. Биз ҝедирик ҝәләҹәјә галибләрин ҹәрҝәсиндә, Јаша, јаша, Азәрбајҹан, бөјүк совет өлкәсиндә! Рәшадәтли рус халгыдыр достлуг, бирлик бајрагдары, Мүгәддәсдир, сарсылмасдыр дост елләрин бу илгары. Гардаш халглар бирлијиндән алдыг ҝүҹү, гүдрәти биз, Гој вар олсун бу иттифаг — шанлы Совет Вәтәнимиз! Јолумуз Ленин јолудур, партијадыр рәһбәримиз, Коммунизмин ҝүнәшилә нурланаҹаг сәһәримиз. Биз ҝедирик ҝәләҹәјә галибләрин ҹәрҝәсиндә, Јаша, јаша, Азәрбајҹан, бөјүк совет өлкәсиндә! |  | Текст на латинице Azərbaycan! Çiçəklənən respublika, şanlı diyar! Qadir sovet ellərində həm azadsan, həm bəxtiyar. Oktyabrdan qüvvət alıb sən qovuşdun səadətə, Alqış olsun bu hünərə, alqış olsun bu qüdrətə! Yolumuz Lenin yoludur, partiyadır rəhbərimiz, Kommunizmin günəşilə nurlanacaq səhərimiz. Biz gedirik gələcəyə qaliblərin cərgəsində, Yaşa, yaşa, Azərbaycan, böyük sovet ölkəsində! Odlar yurdu!Bu ağ günlər el gücünün bəhrəsidir, Qahrəmanlıq, bir də hünər azad insan həvəsidir. Nasillərdən-nəsillərə yadigardır dəyanətin, Kommunizmə gedirik biz, sıra möhkəm, addım mətin. Yolumuz Lenin yoludur, partiyadır rəhbərimiz, Kommunizmin günəşilə nurlanacaq səhərimiz. Biz gedirik gələcəyə qaliblərin cərgəsində, Yaşa, yaşa, Azərbaycan, böyük sovet ölkəsində! Rəşadətli rus xalqıdır dostluq, birlik bayraqdarı, Müqəddəsdir, sarsılmasdır dost ellərin bu ilqarı. Qardaş xalqlar birliyindən aldıq gücü, qüdrəti biz, Qoy var olsun bu ittifaq — şanlı Sovet Vətənimiz! Yolumuz Lenin yoludur, partiyadır rəhbərimiz, Kommunizmin günəşilə nurlanacaq səhərimiz. Biz gedirik gələcəyə qaliblərin cərgəsində, Yaşa, yaşa, Azərbaycan, böyük sovet ölkəsində! |  | Русская версия Азербайджан! Цветущий край, республика, как ты славна! Навек свободу он обрёл с тобой, Советская страна! Набравшись сил от Октября, мы счастье, братство обрели, Так славься, сила всех побед, ты в целом мире лишь одна! Идём по Ленина пути, нас мудро партия ведёт, Свет коммунизма озарит наш день, и он уже грядёт. Победным маршем и в строю шагаем в будущее мы, В Стране Советов навсегда Азербайджан пускай живёт! Страна огня! Народ тебе трудом своим дал светлый день, Наш героизм и мастерство навек прогнали злую тень. Из рода в род, из года в год Отчизны стойкость всё растёт, Шагами крепкими мы все идём под коммунизма сень. Идём по Ленина пути, нас мудро партия ведёт, Свет коммунизма озарит наш день, и он уже грядёт. Победным маршем и в строю шагаем в будущее мы, В Стране Советов навсегда Азербайджан пускай живёт! Несёт нам храбрый русский брат единства, дружбы торжество, Тверды, незыблемы навек свобода наша и родство. Мы почерпнули силу, мощь с тобой, единый наш Союз, Так славься, Родина, ты свет для человечества всего! Идём по Ленина пути, нас мудро партия ведёт, Свет коммунизма озарит наш день, и он уже грядёт. Победным маршем и в строю шагаем в будущее мы, В Стране Советов навсегда Азербайджан пускай живёт! |

## Сталинская версия 1944—1978
| Официальный текст Азәрбајҹан — дүнја ҝөрмүш бу шәрәфли, шанлы дијар, Вәтән ешги бабалардан галмыш әзиз бир јадиҝар, Ганлы дөјүш мејданында биз јаратдыг ағ ҝүнләри — Нәсилләрдән нәсилләрә јурдумузун шөһрәти вар. Гој вар олсун Азәрбајҹан, Одлар јурду — Ана вәтән! Гоҹа Шәргә ҝүнәш доғур јурдумузун гүдрәтиндән. Бајрағымыз сосиализмин гардаш елләр дүнјасыдыр, Јаша вәтән! Халгымызын шәрәфисән, шөһрәтисән! Устадымыз бөјүк Ленин — шанлы зәфәр бајрағымыз, Рәһбәримиз Сталиндир — бизим һәјат нөврағымыз! Ҝөзәл Бакы! Гүдрәтиндән илһам алыр Азәрбајҹан, Азад елли, азад ҝүнлү доғма Совет торпағымыз! Гој вар олсун Азәрбајҹан, Одлар јурду — Ана вәтән! Гоҹа шәргә ҝүнәш доғур јурдумузун гүдрәтиндән! Бизим торпаг инсанлығын бир сәадәт оҹағыдыр, Јаша вәтән! Халгымызын шәрәфисән, шөхрәтисән! Гардашымыз рус халгыдыр азадлығын бајрагдары, Ганымызла сувармышыг бу достлуғу, бу илгары, Јер үзүнүн шөhрәтидир шанлы Совет торпағымыз, Бу торпагда чичәк ачды инсанлығын илк баһары! Гој вар олсун Азәрбајҹан, Одлар јурду — Ана вәтән! Гоҹа шәргә ҝүнәш доғур јурдумузун гүдрәтиндән! Алгыш бизим азад зәһмәт, азад виҹдан дүнјасына! Јаша вәтән! Халгымызын шәрәфисән, шөхрәтисән! |  | Текст на латинице Azərbaycan! Dünya görmüş bu şərəfli şanlı diyar, Vətən eşqi babalardan qalmış əziz bir yadigar, Qanlı döyüş meydanında biz yaratdıq ağ günləri — Nəsillərdən nəsillərə yurdumuzun şöhrəti var! Qoy var olsun Azərbaycan Odlar yurdu — Ana vətən! Qoca Şərqə günəş doğur yurdumuzun qüdrətindən! Bayrağımız sosializmin qardaş ellər dünyasıdır, Yaşa vətən! Xalqımızın şərəfisən,şöhrətisən! Ustadımız böyük Lenin — şanlı zəfər bayrağımız, Rəhbərimiz Stalindir — bizim həyat növrağımız! Gözəl Bakı! Qüdrətindən ilham alır Azərbaycan, Azad elli, azad günlü doğma Sovet torpağımız! Qoy var olsun Azərbaycan, Odlar yurdu — Ana vətən! Qoca şərqə günəş doğur yurdumuzun qüdrətindən! Bizim torpaq insanlığın bir səadət ocağıdır, Yaşa vətən! Xalqımızın şərəfisən, şöhrətisən! Qardaşımız rus xalqıdır azadlığın bayraqdarı, Qanımızla suvarmışıq bu dostluğu, bu ilqarı, Yer üzünün şöhrətidir şanlı Sovet torpağımız, Bu torpaqda çiçək açdı insanlığın ilk baharı! Qoy var olsun Azərbaycan, Odlar yurdu — Ana vətən! Qoca şərqə günəş doğur yurdumuzun qüdrətindən! Alqış bizim azad zəhmət, azad vicdan dünyasına! Yaşa vətən! Xalqımızın şərəfisən, şöhrətisən! |  | Русская версия Азербайджан! Цветущий край, на весь ты свет прославлен вновь! От наших дедов и отцов мы взяли к Родине любовь. Из рода в род, из года в год Отчизны слава всё растёт. За нашу Родину, за честь в боях мы проливали кровь. Так славься, наш Азербайджан, отчизна-мать, страна огня, И озаряй седой Восток сияньем солнечного дня. Врагам вовек не сокрушить социализма светлый строй. С тобой, отечество, вперед идем мы, честь твою храня. Наш Ленин жив у нас в сердцах, он знамя счастья и побед. И Сталин - наш великий вождь, в труде, в бою он жизни свет. Родной Баку, тобою горд и вдохновлен Азербайджан, В стране Советов обрели свое мы счастье и расцвет. Так славься, наш Азербайджан, отчизна-мать, страна огня, И озаряй седой Восток сияньем солнечного дня. Ты светоч братства для людей и не погаснешь никогда, С тобой, отечество, вперед идем мы, честь твою храня. Несет могучий русский брат земле свободы торжество, И кровью мы скрепили с ним и дружбу нашу, и родство. Цветет Советская страна - надежда всех племен и стран, Взошла здесь первая весна для человечества всего. Так славься, наш Азербайджан, отчизна-мать, страна огня, И озаряй седой Восток сияньем солнечного дня. Ликуй, земля великих прав, земля свободного труда, С тобой, отечество, вперед идем мы, честь твою храня. |